# Synagoga Głogowska we Wrocławiu (ul. Szajnochy 7)
Synagoga Głogowska we Wrocławiu – nieistniejąca synagoga terytorialna, która znajdowała się we Wrocławiu, na dziedzińcu zespołu domów Mühlhof przy ulicy Karola Szajnochy 7-8.
Synagoga została założona 8 czerwca 1789 roku. Uczęszczały do niej głównie osoby pochodzące z regionu głogowskiego. Przez pewien czas nosiła tytuł drugiej synagogi gminy. Na początku XIX wieku została przeniesiona do nowej siedziby, mieszczącej się przy ulicy Krupniczej 6.